# Daphné Ract-Madoux
Pour les articles homonymes, voir Ract-Madoux.
Daphné Ract-Madoux, née le 13 mai 1972, est une architecte-urbaniste et femme politique française.
Elle devient sénatrice à partir du 3 février 2022, en remplacement d'Olivier Léonhardt, au titre du département de l'Essonne.

## Biographie
Originaire de Chantilly, elle effectue sa scolarité à Senlis, d'abord au collège Anne-Marie Javouhey puis au lycée Saint-Vincent où elle obtient son bac en 1989. Elle étudie ensuite l'architecture à l'École spéciale d'architecture (promotion 1996).

### Carrière professionnelle
Daphné Ract-Madoux commence sa carrière professionnelle en 1995 dans les établissements publics d'aménagement de Marne-la-Vallée (EPAMarne EpaFrance). En 2003 et 2004 elle est directrice de l'urbanisme et du développement économique de la ville de Yerres puis elle travaille comme responsable d'opérations au sein de la société d'économie mixte Essonne Aménagement et la société publique locale des Territoires de l'Essonne.
En 2010 la SCET la met à disposition de la ville de Vigneux-sur-Seine pendant quatre ans comme directrice de l'urbanisme. Elle intervient ensuite comme directrice de projet à la direction territoriale Sud et Est (Évry) dans le cadre de l'aménagement du Grand Paris. À partir de 2016, elle travaille pour la région Ile-de-France, d'abord comme responsable de la mobilisation du foncier régional (septembre 2016-janvier 2020) puis comme responsable de l'accompagnement à l'innovation pour l'aménagement, l'habitat et la construction numérique.

### Parcours politique
Elle entre en politique en 2005 faisant campagne pour le oui lors du referendum pour le traité établissant une constitution pour l'Europe.
L'élection présidentielle française de 2007 l'amène à adhérer à l'UDF puis au MoDem. Elle soutient le candidat François Bayrou et fait partie de l'équipe de campagne de Dominique Virano, candidate aux élections législatives de la 8e circonscription de l'Essonne.
En 2008, elle est candidate à Yerres aux élections municipales au sein de la liste « Avec vous Yerres autrement » conduite par Véronique Haché-Aguilar (PS) et aux élections cantonales sous l'étiquette MoDem où elle obtient 7,67% des voix.
En 2009, pour les élections européennes, elle est nommée responsable de la logistique pour la France au siège du MoDem à Paris. À partir de cette année-là, elle sera formatrice pour l’Institut de Formation des Elus Démocrates (IFED) aux universités de rentrée et pour des séminaires sur les thèmes de l’urbanisme et de l’aménagement du territoire (PLU, Grenelle…).
Elle est de nouveau candidate MoDem sur la liste d'Alain Dolium pour les élections régionales de 2010 et candidate suppléante à Massy aux élections cantonales en 2011.
En 2014, elle est tête de liste aux élections aux élections municipales à Yerres et obtient 7,14% des voix, ce qui lui permet d'entrer au conseil municipal comme élue d'opposition.
En 2017, elle se présente aux législatives dans le sud du département contre le député-maire sortant Franck Marlin, avec l'investiture de La République en marche et du MoDem. Elle sera battue au second tour, avant de s'installer toutefois trois ans plus tard sur ce territoire pour les élections municipales de 2020.
Toujours en 2017, sous l'étiquette MoDem, Daphné Ract-Madoux apparaît en deuxième position derrière Olivier Leonhardt sur la liste de rassemblement des progressistes pour les élections sénatoriales, liste soutenue par le sénateur sortant Michel Berson (LREM). Avec 11,40% des suffrages exprimés, la liste "L'Essonne qui se bat !" obtient un siège qui revient à Olivier Leonhardt.
En 2020, Daphné Ract-Madoux devient conseillère municipale d'Itteville sur la liste du maire sortant Alexandre Spada. Cette liste perd au deuxième tour avec 39,85% mais remporte cinq sièges. La liste conduite par François Parolini remporte les vingt-quatre autres sièges.
Elle devient sénatrice de l'Essonne le 3 février 2022 à la suite du décès d'Olivier Léonhardt,.

## Synthèse des mandats
- 2014 - 2020 : Conseillère municipale de Yerres
- depuis 2020 : Conseillère municipale d'Itteville
- 2022 - 2023 : Sénatrice de l'Essonne